# Fattori biotici

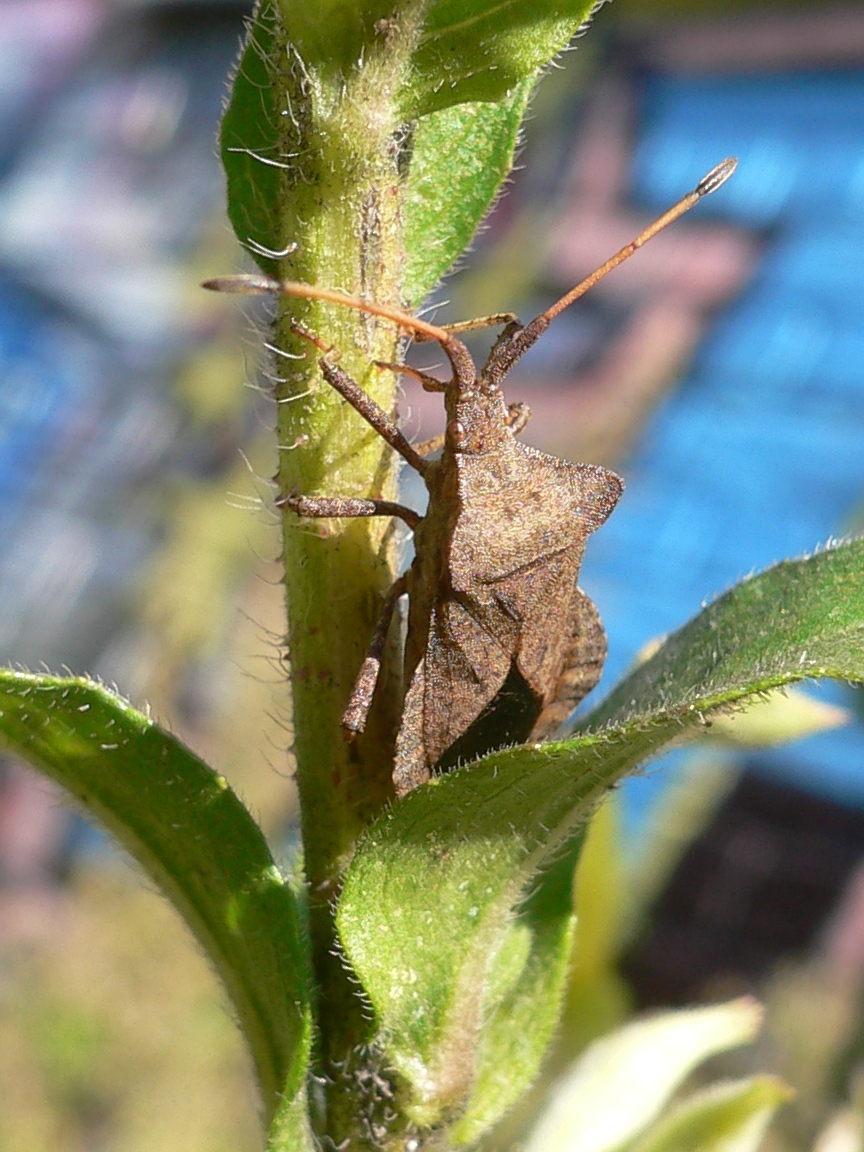
L'insetto hemiptera, Coreus marginatus (consumatore) che si nutre di Oenothera biennis (produttore)

I fattori biotici sono gli organismi vivi che hanno un impatto nel modellare un ecosistema. Possono riferirsi alla flora e la fauna di un luogo e alle relative interazioni. Gli individui devono avere un comportamento e delle caratteristiche fisiologiche specifiche che permettano la propria sopravvivenza e la riproduzione in un ambiente definito. La condizione di condivisione di un ambiente genera competizione o altri tipi di interazioni tra le specie, causati dal nutrimento, lo spazio, ecc. Come conseguenza modificano le popolazioni di altre specie.
Una popolazione è un insieme di organismi di una specie che si trovano in una stessa zona. Il termine si riferisce ad organismi vivi, sia unicellulari che pluricellulari.
L'opposto dei fattori biotici è dato dai fattori abiotici, che non sono vivi, non fanno parte o non sono prodotti degli esseri viventi. Sono fattori inertes: climatici, geologici o geografici, che sono presenti in un ambiente incidono sugli ecosistemi.

## Tipi di fattori biotici
Gli organismi della catena alimentare sono fattori biotici, e includono:
1. Produttori o autotrofi, organismi capaci di fabbricare o sintetizzare il proprio nutrimento a partire da sostanze inorganiche come il diossido di carbonio, l'acqua e i sali minerali. Le piante sono organismi autotrofi.
2. Consumatori o eterotrofi, organismi incapaci di produrre il proprio nutrimento, per questo lo assumono già sintetizzato. Gli animali sono organismi consumatori.
3. Decompositori, organismi che si nutrono di materia organica in decomposizione. Rientrano in questa categoria i lieviti, i funghi, i batteri, gli unicellulari e i pluricellulari.

Inoltre dobbiamo considerare
1. Il mutualismo, in cui specie diverse beneficiano reciprocamente, come gli impollinatori e i fiori e le micorrize e gli alberi.
2. Gli ingegneri di ecosistemi, come i castori che creano dighe che funzionano come habitat per altre specie.
3. Le specie chiave, che in base alla quantità hanno un impatto smisurato nel loro ambiente, ad esempio i ricci di mare.